# Palacetes Prates
Los Palacetes Prates eran tres edificios ubicados en Vale do Anhangabaú, cerca de Viaduto do Chá, en la ciudad de São Paulo. El nombre del conjunto de edificios es un homenaje a Eduardo da Silva Prates, primer Conde de Prates y uno de los mayores terratenientes de la zona central de la ciudad.

## Historia
A principios del siglo XX, el centro de São Paulo estaba en obras de modernización, proceso que fue encabezado por el alcalde Barão de Duprat. Los palacios gemelos fueron la colaboración de Eduardo da Silva Prates en la intervención urbanística. El Conde de Prates hizo negocios en los sectores inmobiliario, bancario y ferroviario, además de ser uno de los mayores propietarios del centro de la ciudad, lo que le dio poder para influir en las negociaciones para la donación de la casa solariega de Barón de Itapetininga. el municipio para viabilizar la creación del Parque Anhangabaú.
Prates trajo de Francia todo el material necesario para construir los palacios, que fueron inaugurados en 1911. Los tres edificios fueron proyectados por el agrónomo bahiano Samuel das Neves y por su hijo, el arquitecto Cristiano Stockler das Neves, graduado de la Universidad de Pensilvania, quien también proyectó la Estación Sorocabana, actual Estación Júlio Prestes y la sede de la Sala São Paulo.
El primero de los edificios, para los que vienen de la Avenida São João hacia Viaduto do Chá (Rua Líbero Badaró, 377), funcionó hasta 1951 como sede del Municipio de São Paulo y más tarde del Ayuntamiento. La segunda mansión, en la esquina de la Rua Líbero Badaró y Viaduto do Chá, fue la sede del Automóvel Club de São Paulo. La tercera mansión, al otro lado del viaducto, dio paso al Grand Hôtel de la Rôtisserie Sportsman, que luego fue utilizado como sede del diario Diario da Noite.
Pocos años después de la inauguración de los edificios, el Palacetes Prates ganó otra empresa a su lado: el Club Comercial, inaugurado en 1930, con una arquitectura similar a los palacios gemelos. El sitio albergaba varias tiendas y oficinas, así como salones de baile
Después de que el ayuntamiento abandonara el primer palacio, el Ayuntamiento se hizo cargo de todo el edificio, dándole el nombre de Palacete Anchieta.
A pesar de su valor histórico y arquitectónico, todos los edificios del Palacetes Prates fueron demolidos uno tras otro, al igual que el Club Comercial. El primero en ser demolido en 1935 fue el que originalmente albergaba el Grand Hôtel da la Rotisserie Sportsman, dando paso al Edificio Matarazzo. El segundo en ser demolido a principios de los años 50, originalmente sede del Automóvel Club, dio paso al Edificio Conde de Prates. El tercer palacio fue demolido en 1970, en su lugar se construyó el Edifício Mercantil Finasa. El edificio del Club Comercial fue demolido en 1969 y dio paso al Edificio Grande São Paulo.